# De Piet
De Piet is een natuur- en recreatiegebied aan het Veerse Meer ten westen van de buurtschap Sluis de Piet op de grens van Walcheren en Zuid-Beveland in de Nederlandse provincie Zeeland.
Het natuur- en recreatie-gebied bestaat onder andere uit:
- een zij-arm van het Veerse Meer, waarin een kanohaven is gevestigd. Deze zij-arm is de naamgever van het gebied.
- een bos langs de rand van het Veerse Meer, met wandel- en ruiterpaden.
- een klein duin.